# テリー・マクローリン
テリー・マクローリン（Terry McLaurin, 1995年9月15日 - ）は、アメリカ合衆国インディアナ州インディアナポリス出身のプロアメリカンフットボール選手。NFLのワシントン・コマンダースに所属している。ポジションはワイドレシーバー。

## 経歴

### カレッジ
オハイオ州立大学では2年目の2016年シーズンから先発に定着。4年間で通算1,251レシーブ獲得ヤード、19のレシービングTDを記録した。2018年シーズン終了後、2019年のNFLドラフトにエントリーした。

### ワシントン・レッドスキンズ / フットボールチーム / コマンダース
ドラフト全体76位でワシントン・レッドスキンズから指名され、その後ルーキー契約を結んだ。大学でのチームメイトだったドウェイン・ハスキンズもレッドスキンズから指名され、再びチームメイトとなった。

#### 2019年シーズン
第1週のフィラデルフィア・イーグルス戦でNFLデビューし、69ヤードのレシービングTDを記録した。第6週のマイアミ・ドルフィンズ戦では100レシーブ獲得ヤード、2つのレシービングTDを記録し、チームのシーズン初勝利に貢献した。このシーズンは58レシーブ、919レシーブ獲得ヤード、7つのレシービングTDを記録し、NFLオールルーキーチームに選出された。

#### 2020年シーズン
開幕早々にチームのキャプテンを務めていたランドン・コリンズが怪我でシーズン終了となり、チーム内投票で代理のキャプテンに選ばれた。このシーズンはチームのクォーターバックが不安定な状況の中で1,118レシーブ獲得ヤード、4つのレシービングTDを記録するなど、エースとして活躍した。チームは地区優勝を果たしてプレーオフに進出したが、ワイルドカード・ラウンドでタンパベイ・バッカニアーズに敗れた。

#### 2021年シーズン
このシーズンから大学時代のルームメイトで、同じポジションのカーティス・サミュエルがチームに加入した。第2週のニューヨーク・ジャイアンツとのサーズデーナイトフットボールでは107レシーブ獲得ヤードを記録した。

#### 2022年シーズン
このシーズンは契約最終年であり、開幕前には契約延長の交渉が纏まるまでチームの練習に参加しない意向を表明した。その後、2022年7月5日にコマンダースと3年総額7100万ドルの契約延長に合意した。
第8週のインディアナポリス・コルツ戦は敵地のルーカス・オイル・スタジアムで行われ、自身初となる故郷のインディアナポリスへの凱旋となった。この試合では第4Qの残り40秒までリードを許していたが、逆転となるレシービングTDを記録して勝利に貢献した。3年連続でシーズン1,000レシーブ獲得ヤード以上を記録し、自身初となるプロボウルに選出された。

## 人物
スキャリー・テリー（Scary Terry）、F1、ザ・キャプテン（The Captain）、マネーバッグ・マクローリン（Moneybag McLaurin）などの愛称がある。

## 詳細情報

### 年度別成績

#### レギュラーシーズン
| シーズン | チーム | 試合 | 試合 | レシーブ | レシーブ | レシーブ | レシーブ | レシーブ | ファンブル | ファンブル |
| シーズン | チーム | GP   | GS   | Rec      | Yds      | Avg      | Lng      | TD       | Fum        | Lost       |
| -------- | ------ | ---- | ---- | -------- | -------- | -------- | -------- | -------- | ---------- | ---------- |
| 2019     | WAS    | 14   | 14   | 58       | 919      | 15.8     | 75       | 7        | 0          | 0          |
| 2020     | WAS    | 15   | 15   | 87       | 1,118    | 12.9     | 68       | 4        | 1          | 1          |
| 2021     | WAS    | 17   | 17   | 77       | 1,053    | 13.7     | 46       | 5        | 0          | 0          |
| 2022     | WAS    | 17   | 17   | 77       | 1,191    | 15.5     | 52       | 5        | 0          | 0          |
| 2023     | WAS    | 17   | 17   | 79       | 1,002    | 12.7     | 48       | 4        | 0          | 0          |
| 2024     | WAS    | 17   | 17   | 82       | 1,096    | 13.4     | 86       | 13       | 1          | 1          |
| 通算     | 通算   | 97   | 97   | 460      | 6,379    | 13.9     | 86       | 38       | 2          | 2          |

- 2024年度シーズン終了時
- 太字は自身最高記録

#### プレーオフ
| シーズン | チーム | 試合 | 試合 | レシーブ | レシーブ | レシーブ | レシーブ | レシーブ | ファンブル | ファンブル |
| シーズン | チーム | GP   | GS   | Rec      | Yds      | Avg      | Lng      | TD       | Fum        | Lost       |
| -------- | ------ | ---- | ---- | -------- | -------- | -------- | -------- | -------- | ---------- | ---------- |
| 2020     | WAS    | 1    | 1    | 6        | 75       | 12.5     | 18       | 0        | 0          | 0          |
| 2024     | WAS    | 3    | 3    | 14       | 227      | 16.2     | 58       | 3        | 0          | 0          |
| 通算     | 通算   | 1    | 1    | 6        | 75       | 12.5     | 18       | 0        | 0          | 0          |

- 2024年度シーズン終了時